# Años 730 a. C.
Los años 730 antes de Cristo transcurrieron entre los años 739 a. C. y 730 a. C.

## Acontecimientos
- 740 a. C.: las autoridades asirias deportan a miles de judíos desde la recién conquistada Israel hasta la ciudad de Nínive, según se narra en el Libro de Tobit y en otros antiguos textos bíblicos. Este tipo de exilios y deportaciones eran usuales sobre los pueblos sometidos de ese período, y se utilizaban para quebrar su unidad y su voluntad de lucha. Los caldeos hicieron lo mismo, enviando a los hebreos a Babilonia.
- 736 a. C.: Grecia conquista la isla de Malta, convirtiéndola en colonia.
- 735 a. C.: Los griegos fundan las colonias de Siracusa y Naxos en Sicilia.[1]
- 734 a. C.: en la isla de Sicilia se funda [Siracusa.
- 733 a. C.: los corintios fundan Córcira.
- 730 a. C.: Piye (o Piangi), rey del Estado nubio de Nepata, conquista Menfis y Tebas, somete a todos los reinos egipcios y funda la XXV Dinastía.[1]
- 730 a 650 a. C.: Periodo de mayor extensión del Imperio asirio. Controla Oriente Medio desde Egipto hasta el golfo Pérsico.[1]